# Jemmal (délégation)
Jemmal est une délégation tunisienne dépendant du gouvernorat de Monastir.
| Hommes | Classe d’âge | Femmes |
| ------ | ------------ | ------ |
| 831    | 75 ou +      | 1 088  |
| 3 883  | 60-74 ans    | 3 880  |
| 6 085  | 45-59 ans    | 6 021  |
| 7 144  | 30-44 ans    | 7 632  |
| 8 048  | 15-29 ans    | 8 088  |
| 9 592  | 0-14 ans     | 8 866  |